# Mario Pašalić
Mario Pašalić (Maguncia, Alemania, 9 de febrero de 1995) es un futbolista croata que juega como centrocampista en el Atalanta B. C. de la Serie A de Italia.

## Trayectoria
Inicios en el Hadjuk Split
Pašalić comenzó a jugar fútbol en el humilde club de NK GOŠK Kaštel Gomilica antes de unirse a la academia juvenil del HNK Hajduk Split a principios de 2006. Siendo un joven internacional, obtuvo un mayor reconocimiento en la temporada 2011-12, en la que anotó 17 goles para el equipo sub-17, a pesar de ser un centrocampista anotó el gol ganador para la sub-19 una victoria 3-2 contra NK Hrvatski Dragovoljac, que aseguró su trofeo.
Durante la pretemporada, Pašalić fue diagnosticado con una infección por Staphylococcus, de haber sido marginado por la primera mitad de la campaña 2012-13. Jugó su primer partido como profesional el 14 de abril de 2013 como sustituto de Ivan Vuković en los 90 minutos de una victoria en casa por 2-1 ante el HNK Cibalia. En el verano de 2013 Pašalić firmó un contrato profesional de cuatro años con el Hajduk y pasó a hacer 36 apariciones en todas las competiciones durante 2013-14, anotando 11 goles y ayudando a otros cinco. El 14 de septiembre de 2013, marcó dos goles en el derbi por 2-0 con una victoria contra el Dinamo Zagreb, Y repetiendo la misma suerte el 8 de febrero del año siguiente, en la victoria por 2-1 ante el rival de la ciudad de RNK Split.
Fichaje por el Chelsea y cesiones
El 9 de julio de 2014, Pašalić firmó un contrato con el Chelsea, por una cifra de 3 000 000 £. En el momento de firmar, Pašalić dijo:. "Estoy muy feliz porque ahora soy un jugador del Chelsea."
Para la temporada 2014-15, fue cedido al Elche C. F. de la Primera División española.
El 22 de julio de 2015, Pašalić se unió al A. S. Monaco F. C. de la Ligue 1 cedido durante toda la temporada.
Para la temporada 2016-17 fue cedido sin opción de compra al A. C. Milan.
En su cuarto año como jugador propiedad del Chelsea, volvió a salir prestado a una nueva liga, en este caso la rusa tras llegar al F. C. Spartak Moscú.
Atalanta
En julio de 2018 regresó a Italia para jugar en el Atalanta B. C., acumulando así su quinta cesión. Un año después, renovó con el conjunto londiense hasta 2022 y regresó otra temporada prestado al equipo italiano, que el 22 de junio de 2020 lo adquirió en propiedad.

## Selección nacional
Es internacional con la selección de Croacia.
El 14 de mayo de 2014 fue incluido en la lista de 30 hombres de Niko Kovač que fueron nombrados para participar en la Copa Mundial de la FIFA 2014. Sin embargo, fue uno de los siete jugadores cortados de la lista final.
El 14 de mayo de 2018 fue incluido en la prelista de 32 jugadores que representarían a Croacia en la Copa Mundial de la FIFA 2018 celebrada en Rusia, sin embargo, fue cortado de la lista final por segunda ocasión.

### Participaciones en Copas del Mundo
| Mundial      | Sede  | Resultado     | Partidos | Goles |
| ------------ | ----- | ------------- | -------- | ----- |
| Mundial 2022 | Catar | Tercer puesto | 7        | 0     |

### Participaciones en Eurocopas
| Copa          | Sede     | Resultado        | Partidos | Goles |
| ------------- | -------- | ---------------- | -------- | ----- |
| Eurocopa 2020 | Europa   | Octavos de final | 2        | 1     |
| Eurocopa 2024 | Alemania | Primera fase     | 3        | 0     |

## Estadísticas

### Clubes
| Club                            | Div.          | Temporada     | Liga  | Liga  | Copas nacionales | Copas nacionales | Copas internacionales | Copas internacionales | Total | Total |
| Club                            | Div.          | Temporada     | Part. | Goles | Part.            | Goles            | Part.                 | Goles                 | Part. | Goles |
| ------------------------------- | ------------- | ------------- | ----- | ----- | ---------------- | ---------------- | --------------------- | --------------------- | ----- | ----- |
| H. N. K. Hajduk Split · Croacia | 1.ª           | 2012-13       | 2     | 0     | 0                | 0                | 0                     | 0                     | 2     | 0     |
| H. N. K. Hajduk Split · Croacia | 1.ª           | 2013-14       | 30    | 11    | 4                | 0                | 3                     | 0                     | 37    | 11    |
| H. N. K. Hajduk Split · Croacia | Total club    | Total club    | 32    | 11    | 4                | 0                | 3                     | 0                     | 39    | 11    |
| Elche C. F. · España            | 1.ª           | 2014-15       | 31    | 3     | 4                | 0                | —                     | —                     | 35    | 3     |
| Elche C. F. · España            | Total club    | Total club    | 31    | 3     | 4                | 0                | 0                     | 0                     | 35    | 3     |
| A. S. Monaco F. C. Francia      | 1.ª           | 2015-16       | 16    | 3     | 4                | 2                | 9                     | 2                     | 29    | 7     |
| A. S. Monaco F. C. Francia      | Total club    | Total club    | 16    | 3     | 4                | 2                | 9                     | 2                     | 29    | 7     |
| A. C. Milan · Italia            | 1.ª           | 2016-17       | 24    | 5     | 3                | 0                | —                     | —                     | 27    | 5     |
| A. C. Milan · Italia            | Total club    | Total club    | 24    | 5     | 3                | 0                | 0                     | 0                     | 27    | 5     |
| F. C. Spartak Moscú · Rusia     | 1.ª           | 2017-18       | 21    | 4     | 4                | 1                | 7                     | 0                     | 32    | 5     |
| F. C. Spartak Moscú · Rusia     | Total club    | Total club    | 21    | 4     | 4                | 1                | 7                     | 0                     | 32    | 5     |
| Atalanta B. C. · Italia         | 1.ª           | 2018-19       | 33    | 5     | 5                | 2                | 4                     | 1                     | 42    | 8     |
| Atalanta B. C. · Italia         | 1.ª           | 2019-20       | 35    | 9     | 1                | 0                | 9                     | 3                     | 45    | 12    |
| Atalanta B. C. · Italia         | 1.ª           | 2020-21       | 25    | 6     | 3                | 0                | 5                     | 0                     | 33    | 6     |
| Atalanta B. C. · Italia         | 1.ª           | 2021-22       | 37    | 13    | 2                | 0                | 9                     | 1                     | 48    | 14    |
| Atalanta B. C. · Italia         | 1.ª           | 2022-23       | 32    | 5     | 1                | 0                | ―                     | ―                     | 33    | 5     |
| Atalanta B. C. · Italia         | 1.ª           | 2023-24       | 34    | 6     | 5                | 1                | 11                    | 1                     | 50    | 8     |
| Atalanta B. C. · Italia         | 1.ª           | 2024-25       | 34    | 3     | 2                | 0                | 11                    | 3                     | 47    | 6     |
| Atalanta B. C. · Italia         | Total club    | Total club    | 230   | 47    | 19               | 3                | 49                    | 9                     | 298   | 59    |
| Total carrera                   | Total carrera | Total carrera | 354   | 73    | 38               | 6                | 68                    | 11                    | 460   | 90    |
| 1. 2.                           |               |               |       |       |                  |                  |                       |                       |       |       |

## Palmarés

### Títulos nacionales
| Título              | Club        | País   | Año  |
| ------------------- | ----------- | ------ | ---- |
| Supercopa de Italia | A. C. Milan | Italia | 2016 |

### Títulos internacionales
| Título                 | Equipo         | Sede   | Año  |
| ---------------------- | -------------- | ------ | ---- |
| Liga Europa de la UEFA | Atalanta B. C. | Dublín | 2024 |